# Polymixis lajonquierei
Polymixis lajonquierei là một loài bướm đêm trong họ Noctuidae.